# جرف النمر (النادرة)

تعديل مصدري - تعديل

جرف النمر هي إحدى قرى عزلة حزيب بمديرية النادرة التابعة لمحافظة إب، بلغ تعداد سكانها 437 نسمة حسب تعداد اليمن لعام 2004.